# SRID
Das Akronym SRID steht für den englischen Begriff Spatial Reference Identifier (sinngemäß „Referenz-Identifikationnummer für räumliche Koordinatensysteme“). Diese Identifikatoren werden verwendet, um räumliche Koordinatensystemdefinitionen eindeutig zu identifizieren, egal ob es sich dabei um projizierte, unprojizierte oder lokale Koordinatensysteme handelt.
Fast alle Geoinformationssystem-Anbieter pflegen entweder ihre eigenen SRID-Implementierungen oder beziehen sich auf die Implementierung von Organisationen, beispielsweise die EPSG-Codes der European Petroleum Survey Group Geodesy (EPSG) bzw. der International Association of Oil & Gas Producers (OGP).
Die Definition von SRIDs wird durch das Open Geospatial Consortium (OGC) verwaltet, eine nichtstaatliche Freiwilligenorganisation. SRIDs werden zum Beispiel in geographischen Informationssystemen (GIS) verwendet, um das dem GIS zugrunde liegende Koordinatensystem zu beschreiben.